# Лотар II (Италия)
Вижте пояснителната страница за други личности с името Лотар.
Лотар II (на италиански: Lothar II.; * 928; † 22 ноември 950, Торино) от фамилията Бозониди, е крал на Италия през 946 – 950 г.

## Биография
Син е на крал Хуго I Арлски и Алда. Внук е на Теотбалд, граф на Арл и Берта, извънбрачната дъщеря на Лотар II, краля на Лотарингия. Брат е на Алда Млада, която става майка на бъдещия папа Йоан XII.
От 931 г. Лотар е сърегент на баща си. През 946 г. баща му крал Хуго I напуска и му дава трона. Тогава Лотар е на 18 години. Истинската власт има обаче Беренгар II, маркграф на Иврея, който го последва на трона.
Женен е за Аделхайд Бургундска, дъщеря на краля на Горна Бургундия Рудолф II. Той ѝ е бил обещан от 933 г. Сключват брак през 947 г. преди 27 юни.
Баща е на Ема Италианска (* 948; † 12 октомври сл. 988), която се омъжва 966 г. за Лотар IV, крал на Западно-Франкското кралство и ражда Луи V (967 – 987), крал на Франция.
Лотар II умира внезапно през 950 г. в Торино. Съпругата му Аделхайда през 951 г. се омъжва за императорa от 962 г. Ото I.